# 齊藤隆夫 (会計学者)
齊藤 隆夫（さいとう たかお、1928年 - ）は、日本の会計学者。専門は管理会計。名古屋大学名誉教授。元名城大学大学院商学研究科長。元税理士試験試験委員。

## 人物・経歴
名古屋大学卒業。名古屋大学経済学部講師、名古屋大学経済学部助教授、名古屋大学経済学部教授を経て、1981年名古屋大学経済学部長、名古屋大学経済学部附属経済構造分析センター長。1985年名古屋大学経済学部附属経済構造分析センター長。1987年税理士試験試験委員。
1988年名古屋大学経済学博士。1992年に退官し、名古屋大学名誉教授の称号を受け、名城大学教授、名城大学大学院商学研究科長を務め、2001年に退職した。2007年瑞宝中綬章受章。ゼミの指導学生に鈴木武元トヨタファイナンシャルサービス社長、広瀬伸一東京海上日動火災保険社長、公認会計士の稲垣靖元名古屋大学客員教授など。

## 著書
- 『会計制度の基礎 : シュマーレンバッハにおける計算論の意義』森山書店 1987年
- 『企業会計論』（編著）名古屋大学出版会 1988年